# Nürnberg (Schiff, 1902)
Die Nürnberg war ein im Jahre 1902 gebauter deutscher Fischdampfer, der im Ersten Weltkrieg der Kaiserlichen Marine als Vorpostenboot, in den Zwischenkriegsjahren erst als deutscher und dann als norwegischer Heringslogger und dann im Zweiten Weltkrieg als Kriegsbeute der Kriegsmarine als Hafenschutzboot und U-Jäger diente. Sie wurde nach Kriegsende ihrem norwegischen Eigner zurückgegeben und sank auf der Rückkehr von einer Fischfangfahrt 1949 in einem schweren Sturm.

## Bau und technische Daten
Die bei der G. Seebeck AG in Geestemünde mit der Baunummer 178 gebaute Nürnberg wurde am 6. August 1902 an ihre Auftraggeber und Besitzer, die Deutsche Dampffischereigesellschaft „Nordsee“, Bremen, abgeliefert und erhielt das Bremer Fischereikennzeichen BB41. Sie war 37,22 m lag und 6,94 m breit, hatte 3,60 m Tiefgang und war mit 220 BRT und 76 NRT vermessen. Eine Dreifach-Expansions-Dampfmaschine der Seebeck AG leistete 350 PSi und ermöglichte über eine Schraube eine Geschwindigkeit von 11 Knoten. Im Jahre 1923 wurde eine neue Dreifach-Expansions-Dampfmaschine von Christiansen & Meyer aus Harburg mit gleicher Leistung eingebaut.

## Geschichte
Die Nürnberg wurde zum Fischfang in der Nordsee und im Nordatlantik eingesetzt. Einziges besonderes Vorkommnis bis zum Beginn des Ersten Weltkriegs war die Änderung ihres Fischereikennzeichens am 3. Juni 1910 zu ON36 (für Großherzogtum Oldenburg-Nordenham).
Nach Kriegsbeginn wurde das Schiff von der Kaiserlichen Marine requiriert und am 3. November 1914 als Vorpostenboot der Vorpostenflottille der Ems zugeteilt. Bewaffnet war es mit einem Geschütz auf der Back. Ab 12. Juli 1915 diente die Nürnberg bis zum Ende der Kriegshandlungen im Osten in der Vorpostenhalbflottille Ost in der Ostsee. Dann wurde sie in die Nordsee verlegt, wo sie am 22. August 1918 sank.
Das Schiff wurde nach Kriegsende gehoben und zunächst in den Niederlanden interniert, dann aber an seine Vorkriegsbesitzer zurückgegeben. Nach Reparatur wurde es, nun mit 228 BRT und 85 NRT vermessen, wieder in der Heringsfischerei eingesetzt. Im Februar 1927 wurde es an die Emder Heringsfischerei AG, verkauft und erhielt das Fischereikennzeichen AE18. Es folgten zwei Umbenennungen, am 3. November 1927 in Konsul Lindemann und am 3. Februar 1928 in Tjalda; das Kennzeichen blieb unverändert. Das Schiff wurde am 20. Januar 1930 an G. Franz Prochaska in Hamburg verkauft, kam aber bereits im Mai 1930 aus unbekannten Gründen wieder zurück an die Emder Heringsfischerei. Schließlich wurde es im November 1931 an Rasmus Stange in Haugesund in Rogaland, Norwegen, verkauft und in Urter umbenannt; das neue Kennzeichen des weiterhin in der Heringsfischerei eingesetzten Schiffs war R-100-H.
Beim deutschen Überfall auf Norwegen im April 1940 wurde die Urter deutsche Kriegsbeute und am 27. Mai 1940 von der Kriegsmarine als NS 27 Wisent als Hafenschutzboot im Raum Stavanger in Dienst gestellt. Am 29. Juli 1944 erfolgte die Zuweisung zur B-Gruppe der 17. U-Bootsjagdflottille und die Umbenennung in UJ 1757.
Nach der deutschen Kapitulation wurde das Boot am 10. Mai 1945 an Rasmus Stange zurückgegeben und erneut als Urter in Dienst gestellt und zur Heringsfischerei genutzt. Es kenterte und sank am 20. Januar 1949 beim Leuchtfeuer Trefotskjær am Eingang zum Stavfjord in schwerem Seegang, wobei ein Besatzungsmitglied ums Leben kam.